# Thunder in the East
Thunder in the East è il quinto album dei Loudness, pubblicato nel 1985 per l'etichetta discografica Atlantic Records.

## Tracce
1. Crazy Nights – 4:05
2. Like Hell – 3:46
3. Heavy Chains – 4:19
4. Get Away – 3:55
5. We Could Be Together – 4:52
6. Run for Your Life – 3:56
7. Clockwork Toy – 3:57
8. No Way Out – 4:03
9. The Lines Are Down – 4:50
10. Never Change Your Mind – 4:11

(Testi di Minoru Niihara, musiche di Akira Takasaki, eccetto traccia 3: musiche di Masayoshi Yamashita)

## Formazione
- Minoru Niihara - voce
- Akira Takasaki - chitarra
- Masayoshi Yamashita - basso
- Munetaka Higuchi - batteria